# Livet
Livet (auch: Livet-en-Charnie) ist eine französische Gemeinde mit 187 Einwohnern (Stand: 1. Januar 2022) im Département Mayenne in der Region Pays de la Loire. Sie gehört zum Arrondissement Mayenne und zum Kanton Évron. Die Einwohner werden Livétains genannt.

## Geographie
Livet liegt etwa 32 Kilometer ostnordöstlich von Laval an der Erve. Umgeben wird Livet von den Nachbargemeinden Saint-Christophe-du-Luat im Nordwesten und Norden, Châtres-la-Forêt im Nordosten und Osten, Saint-Léger im Süden sowie La Chapelle-Rainsouin im Südwesten und Westen.

## Bevölkerungsentwicklung
| Jahr                       | 1962 | 1968 | 1975 | 1982 | 1990 | 1999 | 2006 | 2019 |
| Einwohner                  | 191  | 169  | 139  | 131  | 111  | 111  | 124  | 172  |
| Quellen: Cassini und INSEE |      |      |      |      |      |      |      |      |

## Sehenswürdigkeiten

Kirche Saint-Martin

- Kirche Saint-Martin